# サターンアニメ映画賞
サターンアニメ映画賞（サターンアニメえいがしょう、Saturn Award for Best Animated Film）は、サターン賞の部門の一つ。第29回（2002年度）から新設された部門。
以下は、受賞作及びノミネート作品の一覧である。太字が受賞作である。

## 各年の結果

### 1970年代
- 1978年度（第6回）
  - ウォーターシップダウンのうさぎたち

- 1982年度（第10回）
  - ニムの秘密
  - 火の鳥2772 愛のコスモゾーン
  - The Last Unicorn
  - 時の支配者（英語版）
  - トロン

### 2000年代
- 2002年度（第29回）
  - アイス・エイジ
  - リロ・アンド・スティッチ
  - 千と千尋の神隠し
  - トレジャー・プラネット

- 2003年度（第30回）
  - ブラザー・ベア
  - ファインディング・ニモ 
  - ルーニー・テューンズ:バック・イン・アクション
  - シンドバッド 7つの海の伝説

- 2004年度（第31回）
  - シャーク・テイル
  - シュレック2
  -  Mr.インクレディブル 
  - ポーラー・エクスプレス

- 2005年度（第32回）
  - チキン・リトル
  - ティム・バートンのコープスブライド 
  - ハウルの動く城
  - リトル・レッド レシピ泥棒は誰だ!?
  - マダガスカル
  - ウォレスとグルミット 野菜畑で大ピンチ!

- 2006年度（第33回）
  - スキャナー・ダークリー
  - カーズ 
  - マウス・タウン ロディとリタの大冒険
  - ハッピー フィート
  - モンスター・ハウス
  - 森のリトル・ギャング

- 2007年度（第34回）
  - ベオウルフ/呪われし勇者
  - ルイスと未来泥棒
  - レミーのおいしいレストラン
  - シュレック3
  - サーフズ・アップ
  - ザ・シンプソンズ MOVIE

- 2008年度（第35回）
  - ボルト
  - ホートン ふしぎな世界のダレダーレ
  - カンフー・パンダ
  - マダガスカル2
  - スター・ウォーズ/クローン・ウォーズ
  - ウォーリー

- 2009年度（第36回）
  - Disney's クリスマス・キャロル
  - ファンタスティック Mr.FOX
  - アイス・エイジ3/ティラノのおとしもの
  - モンスターVSエイリアン
  - プリンセスと魔法のキス
  - カールじいさんの空飛ぶ家

### 2010年代
- 2010年度（第37回）
  - 怪盗グルーの月泥棒 3D
  - ヒックとドラゴン
  - ガフールの伝説
  - シュレック フォーエバー
  - 塔の上のラプンツェル
  - トイ・ストーリー3

- 2011年度（第38回）
  - タンタンの冒険/ユニコーン号の秘密
  - カーズ2
  - カンフー・パンダ2
  - 長ぐつをはいたネコ
  - ランゴ
  - ブルー 初めての空へ

- 2012年度（第39回）
  - メリダとおそろしの森
  - フランケンウィニー
  - パラノーマン ブライス・ホローの謎
  - シュガー・ラッシュ

- 2013年度（第40回）
  - 怪盗グルーのミニオン危機一発
  - コクリコ坂から
  - アナと雪の女王
  - モンスターズ・ユニバーシティ

- 2014年度（第41回）
  - ベイマックス
  - The Boxtrolls
  - ヒックとドラゴン2
  - 風立ちぬ
  - LEGO ムービー

- 2015年度（第42回）
  - アノマリサ
  - アーロと少年
  - インサイド・ヘッド
  - カンフー・パンダ3
  - ミニオンズ
  - 思い出のマーニー

- 2016年度（第43回）
  - ファインディング・ドリー
  - KINGSGLAIVE FINAL FANTASY XV
  - モアナと伝説の海
  - SING/シング
  - トロールズ
  - ズートピア

- 2017年度（第44回）
  - リメンバー・ミー
  - ボス・ベイビー
  - カーズ/クロスロード
  - 怪盗グルーのミニオン大脱走
  - 君の名は。

- 2018年/2019年度（第45回）
  - スパイダーマン:スパイダーバース
  - グリンチ
  - ヒックとドラゴン 聖地への冒険
  - インクレディブル・ファミリー
  - シュガー・ラッシュ:オンライン
  - トイ・ストーリー4

- 2019年/2020年度（第46回）
  - 2分の1の魔法
  - スノーベイビー
  - アダムス・ファミリー
  - アナと雪の女王2
  - スパイ in デンジャー
  - トロールズ ミュージック★パワー

### 2020年代
- 2021年/2022年度（第50回）
  - Marcel the Shell with Shoes On
  - アダムス・ファミリー2 アメリカ横断旅行!
  - ミラベルと魔法だらけの家
  - バズ・ライトイヤー
  - あの夏のルカ
  - ミニオンズ フィーバー

- 2022年/2023年度（第51回）
  - スパイダーマン:アクロス・ザ・スパイダーバース
  - マイ・エレメント
  - 長ぐつをはいたネコと9つの命
  - ザ・スーパーマリオブラザーズ・ムービー
  - すずめの戸締まり
  - ミュータント・タートルズ:ミュータント・パニック!（英語版）

- 2023年/2024年度（第52回）
  - 野生の島のロズ
  - 君たちはどう生きるか
  - 怪盗グルーのミニオン超変身
  - インサイド・ヘッド2
  - カンフー・パンダ 4 伝説のマスター降臨
  - 劇場版 SPY×FAMILY CODE: White
  - トランスフォーマー/ONE